# Wharram Percy

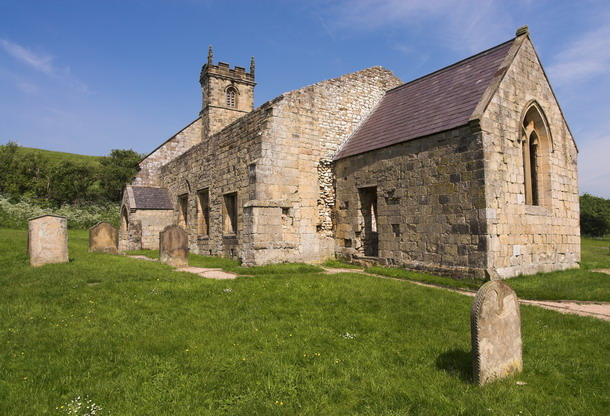
Ruinen der Kirche St Martin

Wharram Percy ist eine Wüstung am westlichen Rand der Yorkshire Wolds in North Yorkshire, England. Sie liegt ungefähr 1,6 km südlich von Wharram-le-Street. Wharram Percy lag in der East Riding of Yorkshire bis zu den Grenzveränderungen von 1974. Wharram Percy ist eine gut erforschte und sehr gut erhaltene Wüstung, auch wenn es andere Wüstungen in ähnlichem Zustand gibt.

## Geschichte
Auch wenn der Ort seit der vorgeschichtlichen Zeit besiedelt gewesen zu sein scheint, dürfte seine Hauptsiedlungszeit zwischen dem 10. und 12. Jahrhundert gelegen haben. Das Domesday Book verzeichnet ihn als Warran oder Warron. Der Zusatz Percy kommt von einer adligen Familie, die das umliegende Gebiet im Mittelalter besaß.
Der Schwarze Tod von 1348 bis 1349 scheint nicht wesentlich zur Aufgabe von Wharram Percy beigetragen zu haben, auch wenn der Bevölkerungsschwund jener Zeit zu einem Umzug in größere Siedlungen führte.
1402 oder 1403 tauschte die Familie Percy ihren Besitz in der Umgebung mit der Familie Hylton. Durch Änderungen in den Preisen und Löhnen im 15. Jahrhundert wurde Weidewirtschaft (besonders die Schafzucht) ertragreicher als der Getreideanbau. Über die Jahrhunderte nutzte die Familie Hylton mehr Land für die Schafzucht, und die Beschäftigung von Landarbeitern ging zurück. Im frühen 16. Jahrhundert wurden die letzten Einwohner vertrieben und die Gebäude zerstört, um mehr Land für die Schafzucht zu haben.
Die Erdwerke des Ortes waren lange bekannt, und die Umrisse von Häusern wurden in die erste Ordnance Survey Karte von Yorkshire 1854 aufgenommen. Der Ort wurde jeden Sommer von 1950 bis 1990 von Teams aus Archäologen, Historikern und Botanikern untersucht, nachdem er 1948 von Professor Maurice Beresford von der University of Leeds erwähnt worden war.

## Gegenwart

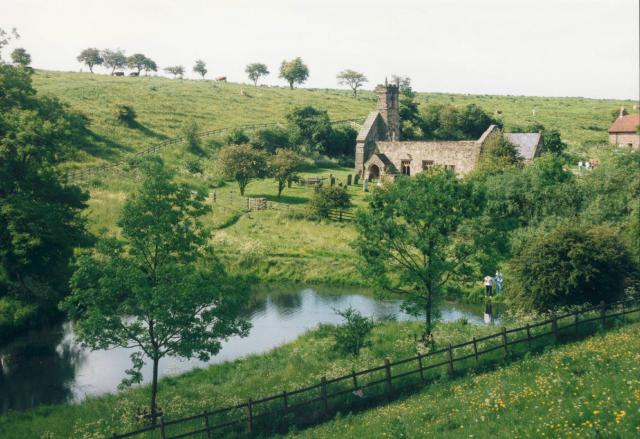
Blick nach Norden über den Fischteich und die Wüstung

Der Ort wird nun von Historic England betreut. Auch wenn die Ruinen der Kirche klar zu sehen sind, ist noch mehr des Ortes in der nahen Umgebung erkennbar. English Heritage hat Informationstafeln aufgestellt. Eine Audiotour im MP3-Format ist auf der Webseite von English Heritage abrufbar.
Der Yorkshire Wolds Way National Trail führt durch den Ort. Der Centenary Way, ein anderer Fernwanderweg, verläuft im Osten des Ortes.

## Untersuchungen von archäologischen Skelettfunden
Eine wissenschaftliche Untersuchung von Skelettfunden aus dem Jahr 2004 verzeichnet Einzelheiten zu Krankheiten, Ernährung und Todesursachen der Einwohner.
2017 wurde eine Untersuchung von Skeletten vorgestellt, die bereits in den 1960er Jahren gefunden, aber zunächst nicht untersucht worden waren. An den sterblichen Überresten der Toten wurden Schnitte, Brüche langer Knochen und Verbrennungsspuren gefunden. Die Untersuchung ergab, dass diese Spuren nicht durch Gewalteinwirkung auf lebende Personen erklärt werden können. Die These, dass es sich um Ortsfremde handelt, konnte durch die Analyse der Zähne ausgeschlossen werden. Als mögliche Erklärungen für die Spurenlage bleiben Kannibalismus und der Versuch, sich vor Wiedergängern („Untote“, Engl. revenants) zu schützen.
Kannibalismus war in Zeiten von Hungersnöten nicht unüblich. Für diese These sprechen die Brüche der langen Knochen, die dazu gedient haben könnten, das Mark zu extrahieren. Andererseits spricht die Lage der meisten Schnitte im Hals-, Kopf- und Brustbereich, und nicht – wie sonst zu erwarten – an den Gelenken, eher dagegen.
Der Volksglaube, dass Tote aus den Gräbern aufstünden und Krankheiten verbreiteten oder die Lebenden angriffen, ist genauso mit mittelalterlichen Quellen belegt wie die Empfehlung, die Toten zu köpfen und zu verbrennen. Die Spuren an den Skelettfunden von Wharram Percy ließen sich damit erklären, dass die Leichen bald nach dem Tod geköpft, zerstückelt und verbrannt wurden, um die Toten an einem Auferstehen aus dem Grab zu hindern. Gegen diese These spricht jedoch, dass der Fund auch Knochen von Frauen und Kindern enthält, die mittelalterlichen Quellen jedoch nur von männlichen Wiedergängern erzählen. Auch die Beseitigung der Leichenteile in einer Grube in der Nähe der Wohnhäuser scheint nicht konsistent mit der Angst vor Wiedergängern. Die Autoren der Studie halten die Beweislage nicht für eindeutig genug, um eines der beiden Erklärungsmodelle eindeutig zu favorisieren, heben jedoch abschließend die These, dass es sich um den Schutz vor Wiedergängern gehandelt haben könnte, als durchaus möglich hervor. Der Fund von Wharram Percy stellt daher möglicherweise den ersten archäologischen Nachweis dieser Praxis dar.

## Veröffentlichungen
- Susan Wrathmell: Wharram Percy: Deserted Medieval Village. English Heritage, London 1996, ISBN 1-85074-620-6.
- Kenneth Thompkins: Wharram Percy. The Lost Medieval Village. The Richard Stockton College, New Jersey OCLC 44355319 (loki.stockton.edu vom Leiter der Ausgrabungen unter Beresford).